# Râul Galbena, Strei
Râul Galbena ori Valea Galbenă este un curs de apă, ultimul afluent de stânga al Râului Mare. În amonte de confluența cu râul Răchitova râul mai este cunoscut și sub numele de Râul Densuș. Se formează la confluența a două brațe Râul Lacuri și Râul Poieni

## Generalități hidrografice
Râul Galbena are doi afluenți de stânga, Lacuri, Răchitova, și patru afluenți de dreapta, Poieni, Breazova, Pârâul de Câmp, Dunăreana. 

## Hărți
- Harta Munților Poiana Ruscă  Arhivat în 12 martie 2010, la Wayback Machine.
- Harta Munților Retezat  Arhivat în 10 iulie 2012, la Wayback Machine.
- Harta județului Hunedoara